# Martin Walser
Martin Johannes Walser, född 24 mars 1927 i Wasserburg am Bodensee, Bayern, död 28 juli 2023 i Überlingen, Baden-Württemberg, var en tysk författare, dramatiker och manusförfattare. Han var far till skådespelerskan Franziska Walser.
Martin Walser var en av Tysklands stora litteraturpersonligheter och tillhör de stora tyska efterkrigstidsförfattarna. Walser har som debattör blivit både kritiserad och hyllad.

## Biografi
Walser växte upp med sin mor sedan hans far dött när han var 10. Han hjälpte sin mor i verksamheten med familjens Gastwirtschaft. I 12-årsåldern började han intressera sig för lyrik och började läsa Friedrich Nietzsche och Fjodor Dostojevskij. 1944-1945 var Walser inkallad i arméns luftförsvar. Han ansökte om att få bli fältjägare men hans ansökan avslogs. 1945 hamnade Walser i amerikansk krigsfångenskap. 1946 tog han sin studentexamen i Lindau och studier följde i Regensburg och Tübingen. Han studerande litteraturvetenskap, historia och filosofi. 1949 började han skriva för tidningar och tidskrifter. 1951 disputerade Walser med ett arbete om Franz Kafka och började arbeta hos Süddeutscher Rundfunk. 1955 kom Walsers genombrott som författare med den halvt självbiografiska Ein Flugzeug über dem Haus und andere Geschichten. Samtidigt blev Walser medlem i Gruppe 47. 
Walser engagerade sig politiskt under 1960-talet och stödde aktivt SPD och ansågs av många även vara en sympatisör till Deutsche Kommunistische Partei, det tyska kommunistpartiet. Samtidigt kom flera av hans mest kända verk ut och han blev känd för sina romanfigurer som ofta var antihjältar. 
Under 1980-talet hade Walser förflyttat sig alltmer åt höger på den politiska skalan och under en föreläsningsserie 1988 förklarade han att han inte kunde finna sig i Tysklands delning. Under 1990-talet yttrade sig Walser på nytt om det återförenade Tyskland och de aktuella problem som fanns. 

## Walser-Bubisdebatten
År 1998 skapade Walser rubriker i samband med att han tilldelades den tyska bokhandelns fredspris. Walsers tacktal handlade om vad han menade var "exploateringen av skulden" efter Förintelsen. Han påstod att Auschwitz hade "ritualiserats" och att argument som gick ut på att ge tyskar dåligt samvete för Förintelsen utnyttjades på ett överdrivet sätt av en "moralisk klubb". Talet fick till en början ett positivt mottagande, men några dagar senare, den 9 november 1998, på 60-årsdagen av Kristallnatten, gick Ignatz Bubis, dåvarande ordförande för Judiska centralrådet i Tyskland, till motangrepp. Bubis anklagade Walser för "intellektuell mordbrand", vilket var inledningen till en debatt som kom att involvera flera kända tyska kulturpersonligheter.

## Verk
- Ein Flugzeug über dem Haus (1955)
- Ehen in Philippsburg (1957) (Äktenskap i Philippsburg, 1958)
- Halbzeit (Walser) (1960)
- Der Abstecher, pjäs (1961)
- Eiche und Angora, Drama (1962)
- Die Zimmerschlacht, Schauspiel (62/63 und 1967)
- Überlebensgroß Herr Krott, Requiem für einen Unsterblichen (1964)
- Lügengeschichten (1964)
- Das Einhorn (1966)
- Wir werden schon noch handeln (Der schwarze Flügel), pjäs (1968)
- Heimatkunde (Martin Walser), Uppsatser och tal (1968)
- Die Gallistl'sche Krankheit (1972)
- Der Sturz (Martin Walser) (1973)
- Das Sauspiel Drama (1975)
- Jenseits der Liebe (1976) (Bortom all kärlek, 1979)
- Ein fliehendes Pferd, novell (1978) (En skenande häst, 1981)
- Seelenarbeit (1979)
- Das Schwanenhaus (1980)
- Selbstbewußtsein und Ironie, Föreläsningar (1981)
- Brief an Lord Liszt (1982)
- Ein fliehendes Pferd, Schauspiel (1985)
- Brandung (1985)
- Der Halbierer (1985)
- Dorle und Wolf, Novelle (1987)
- Jagd (1988)
- Nero läßt grüßen oder Selbstporträt des Künstlers als Kaiser, Monodrama (1989)
- Über Deutschland reden (1989)
- Die Verteidigung der Kindheit (1991)
- Ohne einander (1993)
- Kaschmir in Parching (1995)
- Finks Krieg (1996)
- Ein springender Brunnen (1998)
- Der Lebenslauf der Liebe (2000)
- Tod eines Kritikers (2002)
- Der Augenblick der Liebe (2004)
- Die Verwaltung des Nichts, Aufsätze (2004)
- Leben und Schreiben - Tagebücher 1951-1962 (2005)

## Utmärkelser
- Gruppe 47:s litteraturpris 1955
- Georg Büchner-priset 1981
- Großes Bundesverdienstkreuz 1987
- Schiller-Gedächtnispreis 1988
- Pour le Mérite 1993
- Friedenspreis des Deutschen Buchhandels 1998
- Friedrich-Nietzsche-Preis 2015

## Filmmanus i urval
- 1991 - Tassilo - Ein Fall für sich
- 1978 - Das Einhorn
- 1972 - Das Unheil

## Fotnoter
1. ↑  Aleksandr M. Prochorov (red.), ”Вальзер Мартин”, Большая советская энциклопедия : [в 30 т.], tredje utgåvan, Stora ryska encyklopedin, 1969, läst: 27 september 2015.[källa från Wikidata]
2. ↑  SNAC, SNAC Ark-ID: w66q46zg, läs online, läst: 9 oktober 2017.[källa från Wikidata]
3. ↑  Discogs, Discogs artist-ID: 2694932, läst: 9 oktober 2017.[källa från Wikidata]
4. ↑  Aleksandr M. Prochorov (red.), ”Вальзер Мартин”, Большая советская энциклопедия : [в 30 т.], tredje utgåvan, Stora ryska encyklopedin, 1969, läst: 28 september 2015.[källa från Wikidata]
5. ↑  Wir trauern um Martin Walser. Der Rowohlt Verlag trauert um seinen Autor Martin Walser, der am 26. Juli 2023 im Alter von 96 Jahren gestorben ist. (på tyska), Rowohlt, läs online, läst: 1 augusti 2023.[källa från Wikidata]
6. ↑  Autor Martin Walser in Wasserburg beigesetzt (på tyska), 31 juli 2023, läs online, läst: 1 augusti 2023.[källa från Wikidata]
7. 1 2  abART, abART person-ID: 114864, läst: 1 april 2021.[källa från Wikidata]
8. ↑  Edgar Lersch & Reinhold Viehoff, Rundfunk, Politik, Literatur. Martin Walsers früher Erfahrungen bei Süddeutschen Rundfunk zwischen 1949 und 1957, Writers and Radio, s. 213–257.[källa från Wikidata]
9. ↑  Friedrich-Hölderlin-Preis der Stadt Bad Homburg (på tyska), läs online, läst: 11 oktober 2021.[källa från Wikidata]
10. ↑  Der Stiftungsrat hat den deutschen Schriftsteller Martin Walser zum Träger des Friedenspreises 1998 gewählt. Die Verleihung fand während der Frankfurter Buchmesse am Sonntag, 11. Oktober 1998, in der Paulskirche statt. Die Laudatio hielt Frank Schirrmacher. (på tyska), läs online.[källa från Wikidata]
11. ↑  https://trauer.sueddeutsche.de/traueranzeige/martin-johannes-walser-31-07-2023
12. ↑  Martin Walser tot (tyska)
13. ↑  

"Jeder kennt unsere geschichtliche Last, die unvergängliche Schande, kein Tag, an dem sie uns nicht vorgehalten wird. [...] wenn mir aber jeden Tag in den Medien diese Vergangenheit vorgehalten wird, merke ich, daß sich in mir etwas gegen diese Dauerpräsentation unserer Schande wehrt. Anstatt dankbar zu sein für die unaufhörliche Präsentation unserer Schande, fange ich an wegzuschauen. Wenn ich merke, daß sich in mir etwas dagegen wehrt, versuche ich, die Vorhaltung unserer Schande auf Motive hin abzuhören und bin fast froh, wenn ich glaube, entdecken zu können, daß öfter nicht mehr das Gedenken, das Nichtvergessendürfen das Motiv ist, sondern die Instrumentalisierung unserer Schande zu gegenwärtigen Zwecken. Immer guten Zwecken, ehrenwerten. Aber doch Instrumentalisierung. [...] Auschwitz eignet sich nicht, dafür Drohroutine zu werden, jederzeit einsetzbares Einschüchterungsmittel oder Moralkeule oder auch nur Pflichtübung. Was durch Ritualisierung zustande kommt, ist von der Qualität des Lippengebets. [...] In der Diskussion um das Holocaustdenkmal in Berlin kann die Nachwelt einmal nachlesen, was Leute anrichteten, die sich für das Gewissen von anderen verantwortlich fühlten. Die Betonierung des Zentrums der Hauptstadt mit einem fußballfeldgroßen Alptraum. Die Monumentalisierung der Schande."
”Arkiverade kopian”. Arkiverad från originalet den 14 februari 2008. https://web.archive.org/web/20080214135051/http://www.dhm.de/lemo/html/dokumente/WegeInDieGegenwart_redeWalserZumFriedenspreis/. Läst 28 december 2008. Hela texten på tyska
14. ↑  von Ludger, J. ”Alles Schlußstrich – oder was? Eine philosophische Auseinandersetzung mit Martin Walsers Friedenspreisrede”. Theologie und Philosophie 80 (2005) 412-422. Tillgänglig: ”Arkiverade kopian”. Arkiverad från originalet den 25 mars 2009. https://web.archive.org/web/20090325073128/http://home.arcor.de/metaphysicus/Texte/schlussstrich.pdf. Läst 28 december 2008.. Läst 12 juli 2012.